# REALIVE RADIO
『REALIVE RADIO』（リアライブレディオ）は、2011年1月3日に放送開始したからエフエム北海道（AIR-G'）で放送しているラジオ番組。
2025年7月現在の放送枠は毎週土曜日 6:00 - 6:30（30分）。

## 概要
スキーヤーでムービーカメラマンのDAIGOが、スキー、スノーボード、スケートボードなどスポーツが身近にあるライフスタイルの素晴らしさを紹介するプログラム。

## 放送時間
- 毎週土曜 6:00 - 6:30(2025年4月-)

### 以前
- 毎週月曜 20:00 - 20:30(2011年1月-2013年3月)
- 毎週月曜 19:00 - 19:30(2013年4月-2018年3月)
- 毎週土曜 20:00 - 20:30(2018年4月-2019年3月)
- 毎週火曜 19:00 - 19:30(2019年4月-2020年10月)
- 毎週水曜 19:30 - 20:00(2020年10月-2025年3月)

現在の毎週土曜日 6:00 - 6:30の放送枠での放送は2025年4月から行われている。2025年3月までの放送枠は毎週水曜日 19:30-20:00。
番組を開始した2011年1月時点の放送枠は毎週月曜日 20:00 - 20:30。
2013年4月1日放送分より放送枠を1時間繰り上げた毎週月曜日 19:00 - 19:30の放送枠に移動。
2020年10月7日放送分（第507回）より放送枠を毎週水曜日 19:30 - 20:00の放送枠に移動し、MCに豊澤瞳が加わり「2MC体制」となる。豊澤は2024年6月一杯で産休育休入り。